# N. U. Unruh

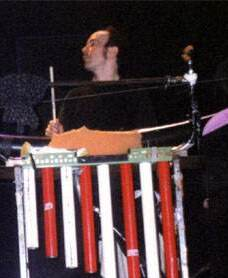
N. U. Unruh live mit den Einstürzenden Neubauten (2000)

N. U. Unruh (eigentlich Andrew Chudy; * 9. Juni 1957 in New York City) ist ein deutscher Musiker, experimenteller Perkussionist und Instrumentenbauer, der vor allem durch seine Rolle als Klangtüftler der Band Einstürzende Neubauten bekannt wurde.

## Biografie
1980 gründete N. U. Unruh mit Blixa Bargeld, Gudrun Gut und Beate Bartel die Band Einstürzende Neubauten. Unruh spielt in dieser Gruppe für gewöhnlich auf selbstgebauten Perkussionsinstrumenten und Trommeln. Im Jahr 2000 veröffentlichte Unruh sein erstes und bisher einziges Soloalbum Euphorie im Zeitalter der digitalen Informationsübertragung.

## Diskografie

### Solo
- 2000: Euphorie im Zeitalter der digitalen Informationsübertragung[1]

## Filmografie (Auswahl)
- 1985: Berlin Now (Dokumentarfilm), Regie: Wolfgang Büld, Sissy Kelling  (Mitwirkung)
- 2000: Hör mit Schmerzen (Dokumentarfilm), Regie: Christian Beetz, Birgit Herdlitschke (Mitwirkung)
- 2009: Elektrokohle (Von Wegen) (Dokumentarfilm), Regie: Uli M Schueppel (Mitwirkung)

## Trivia
Die Dinophytengattung Unruhdinium wurde nach N. U. Unruh benannt.